# Morti il 5 gennaio
| Questa pagina contiene informazioni ricavate automaticamente dalle voci biografiche con l'ausilio del template Bio e di un bot. L'aggiornamento è periodico e automatico e ricostruisce completamente la pagina. Se manca una persona in questa lista, sei pregato di non aggiungerla, ma accertati piuttosto che la sua voce biografica contenga il template Bio e che i dati anagrafici siano correttamente compilati. Se il template Bio manca, inseriscilo tu stesso o, in alternativa, metti l'avviso {{tmp\|Bio}} che ne segnala la mancanza. Se i dati riportati sono sbagliati, correggi direttamente la voce biografica; le modifiche saranno visibili in questa lista entro pochi giorni. Per chiarimenti vedi il progetto biografie. La lista contiene solo le 569 persone che sono citate nell'enciclopedia e per le quali è stato implementato correttamente il template Bio. Pagina aggiornata al 13 ago 2025. |

## IX secolo(2)
- 842 - Al-Mu'tasim, califfo (n. 796)
- 868 - Convoione, abate e santo franco (n. 788)

## X secolo(1)
- 940 - Minamoto no Muneyuki, poeta giapponese

## XI secolo(3)
- 1017 - Federico I di Wettin, nobile tedesco
- 1031 - Gunnora di Normandia, nobile normanna
- 1066 - Edoardo il Confessore, re

## XII secolo(1)
- 1173 - Boleslao IV di Polonia, duca polacca (n. 1120)

## XIII secolo(1)
- 1286 - Zhenjin, principe mongolo (n. 1243)

## XIV secolo(3)
- 1382 - Filippa Plantageneta, contessa britannica (n. 1355)
- 1387 - Pietro IV d'Aragona, re (n. 1319)
- 1400 - John Montacute, III conte di Salisbury, militare britannico (n. 1350)

## XV secolo(6)
- 1430 - Filippa di Lancaster, principessa inglese (n. 1394)
- 1441 - Giovanni II di Lussemburgo-Ligny, nobile francese (n. 1392)
- 1465 - Carlo di Valois-Orléans, nobile francese (n. 1394)
- 1474 - Pietro Riario, cardinale e arcivescovo cattolico italiano (n. 1445)
- 1477 - Carlo I di Borgogna, nobile (n. 1433)
- 1490 - Giovanni Lanfredini, banchiere e politico italiano (n. 1437)

## XVI secolo(16)
- 1517 - Francesco Francia, pittore, orafo e medaglista italiano
- 1524 - Marco Marulo, poeta e umanista dalmata (n. 1450)
- 1524 - Bernardo Zane, arcivescovo cattolico e poeta italiano
- 1527 - Felix Manz, svizzero (n. 1498)
- 1541 - Filippo del Palatinato, vescovo cattolico tedesco (n. 1480)
- 1547 - Alberto VII di Meclemburgo-Güstrow, nobile tedesco (n. 1486)
- 1565 - Camillo Scroffa, poeta italiano
- 1571 - Eucherio Sanvitale, vescovo cattolico italiano
- 1578 - Giulio Clovio, pittore italiano (n. 1498)
- 1588 - Qi Jiguang, generale e scrittore cinese (n. 1528)
- 1589 - Joannes Hauchin, arcivescovo cattolico belga (n. 1527)
- 1589 - Inaba Yoshimichi, militare giapponese (n. 1515)
- 1589 - Caterina de' Medici, sovrana italiana (n. 1519)
- 1590 - Adam von Dietrichstein, nobile e diplomatico austriaco (n. 1527)
- 1592 - Guglielmo di Jülich-Kleve-Berg, duca tedesco (n. 1516)
- 1595 - Feliciano Ninguarda, vescovo cattolico e teologo italiano (n. 1524)

## XVII secolo(11)
- 1603 - Jacopo VII Appiano, nobile italiano (n. 1581)
- 1610 - Hieronymus Francken I, pittore e disegnatore fiammingo (n. 1540)
- 1616 - Simeon Bekbulatovič, nobile russo
- 1632 - Johannes Goddaeus, giurista tedesco (n. 1555)
- 1643 - Juan Bautista Comes, compositore spagnolo (n. 1582)
- 1652 - Girolamo Verospi, cardinale e vescovo cattolico italiano (n. 1599)
- 1658 - Edward Corbet, religioso inglese (n. 1602)
- 1674 - Ebba Brahe, nobile svedese (n. 1596)
- 1681 - Pietro Vidoni, cardinale e vescovo cattolico italiano (n. 1610)
- 1685 - Herman Saftleven II, pittore, incisore e disegnatore olandese (n. 1609)
- 1686 - Frederik de Moucheron, pittore olandese

## XVIII secolo(33)
- 1701 - Louis François Marie Le Tellier de Barbazieux, politico e nobile francese (n. 1668)
- 1705 - Georg Christoph Eimmart, astronomo e incisore tedesco (n. 1638)
- 1711 - Mary Rowlandson, scrittrice britannica (n. 1637)
- 1713 - Jean Chardin, gioielliere, viaggiatore e scrittore francese (n. 1643)
- 1714 - Mamia III Gurieli, re
- 1718 - Michelangelo Fardella, matematico e filosofo italiano (n. 1650)
- 1719 - Carlo Berlingeri, arcivescovo cattolico italiano (n. 1643)
- 1727 - Giovanni Antonio Burrini, pittore italiano (n. 1656)
- 1730 - Alessandro Maffei, generale italiano (n. 1662)
- 1730 - Béat Louis de la Tour-Châtillon de Zurlauben, militare svizzero
- 1732 - Jacques-Philippe Ferrand, pittore e miniatore francese (n. 1653)
- 1735 - Carlo Ruzzini, doge (n. 1653)
- 1740 - Antonio Lotti, compositore italiano (n. 1667)
- 1741 - Ann Turner Robinson, soprano inglese
- 1745 - Maria Eleonora Boncompagni Ludovisi, principessa (n. 1686)
- 1753 - Andreas Jakob von Dietrichstein, arcivescovo cattolico austriaco (n. 1689)
- 1754 - Marie Isabelle de Rohan, nobile francese (n. 1699)
- 1759 - Thomas Philip Wallrad d'Alsace-Boussut de Chimay, cardinale e arcivescovo cattolico belga (n. 1679)
- 1762 - Elisabetta di Russia, sovrano russa (n. 1709)
- 1764 - Giuseppe Suzzi, matematico e religioso italiano (n. 1701)
- 1771 - John Russell, IV duca di Bedford, politico britannico (n. 1710)
- 1773 - Jan Adam Galina, compositore e direttore d'orchestra ceco (n. 1724)
- 1776 - Philipp Ludwig Statius Müller, zoologo tedesco (n. 1725)
- 1780 - Melezio II di Costantinopoli, arcivescovo ortodosso greco
- 1786 - François Bonamy, botanico e medico francese (n. 1710)
- 1788 - Charles-Augustin de Ferriol d'Argental, diplomatico francese (n. 1700)
- 1790 - Jacob Christian Schäffer, botanico, micologo e zoologo tedesco (n. 1718)
- 1795 - Jacobo José Fitz-James Stuart, nobile spagnolo (n. 1792)
- 1795 - Philipp Gotthard von Schaffgotsch, vescovo cattolico boemo (n. 1716)
- 1796 - Samuel Huntington, politico statunitense (n. 1731)
- 1796 - Anna Barbara Reinhart, matematica svizzera (n. 1730)
- 1798 - William Flackton, compositore, editore e organista britannico (n. 1709)
- 1799 - Arthur Chichester, I marchese di Donegall, politico irlandese (n. 1739)

## XIX secolo(70)
- 1805 - Giovanni Gallini, ballerino, coreografo e produttore teatrale italiano (n. 1728)
- 1806 - Carlo Alessandro di Brandeburgo-Ansbach, nobile tedesco (n. 1736)
- 1809 - Bartolomeo Forteguerri, ammiraglio italiano (n. 1751)
- 1813 - Karl von Zinzendorf, politico austriaco (n. 1739)
- 1815 - Anton Wilhelm von L'Estocq, generale prussiano (n. 1738)
- 1818 - Marcello Bacciarelli, pittore italiano (n. 1731)
- 1819 - Gaetano Gandolfi, anatomista e veterinario italiano (n. 1776)
- 1819 - Vittorio Amedeo Giuseppe Seyssel marchese d'Aix, generale italiano (n. 1747)
- 1821 - Carlo Porta, poeta italiano (n. 1775)
- 1827 - Federico Augusto di Hannover, nobile inglese (n. 1763)
- 1828 - Kobayashi Issa, poeta e pittore giapponese (n. 1763)
- 1830 - Giuseppe Francesco de Varax, generale e politico italiano (n. 1746)
- 1834 - Claude Carra Saint-Cyr, generale e diplomatico francese (n. 1760)
- 1835 - Luigi Fergola, disegnatore, pittore e incisore italiano (n. 1768)
- 1838 - Maria Cosway, artista e educatrice italiana (n. 1760)
- 1841 - André-François Miot, letterato, politico e diplomatico francese (n. 1762)
- 1844 - Ippolito Cremona, architetto svizzero (n. 1777)
- 1846 - Domenico Gallamini, pittore e decoratore italiano (n. 1774)
- 1848 - Ferdinando Orlandi, compositore italiano (n. 1774)
- 1849 - Serafino Dell'Uomo, patriota italiano (n. 1817)
- 1855 - Georges Allamand, politico francese (n. 1788)
- 1855 - Mihály Pollack, architetto austriaco (n. 1773)
- 1857 - Gregorio Aráoz de Lamadrid, militare e politico argentino (n. 1795)
- 1857 - Albert Schwegler, filologo, filosofo e teologo tedesco (n. 1819)
- 1858 - Josef Radetzky, feldmaresciallo austriaco (n. 1766)
- 1859 - Costanzio I di Costantinopoli, arcivescovo ortodosso greco (n. 1770)
- 1860 - Giovanni Nepomuceno Neumann, vescovo cattolico boemo (n. 1811)
- 1861 - Giuseppe Vallardi, editore e tipografo italiano (n. 1784)
- 1863 - Sergente Romano, militare e brigante italiano (n. 1833)
- 1866 - Luigi Manzini, pittore italiano (n. 1805)
- 1872 - Pietro Follador, poeta, presbitero e rivoluzionario italiano (n. 1827)
- 1873 - Emanuele Marliani, diplomatico, politico e patriota spagnolo (n. 1795)
- 1876 - Luigi Zuccoli, pittore italiano (n. 1815)
- 1877 - Pellegrino Canestri-Trotti, politico italiano (n. 1801)
- 1877 - Giuseppe Fanelli, patriota, politico e anarchico italiano (n. 1827)
- 1877 - Carl Timoleon von Neff, pittore estone (n. 1804)
- 1878 - Antonio Caimi, pittore e storico dell'arte italiano (n. 1811)
- 1878 - Alfonso La Marmora, generale e politico italiano (n. 1804)
- 1878 - Luciano Scarabelli, scrittore, storico e politico italiano (n. 1806)
- 1879 - Bartolomeo Gastaldi, geologo italiano (n. 1818)
- 1881 - Hippolyte Auger, scrittore, traduttore e drammaturgo francese (n. 1796)
- 1881 - Carlo Avondo, politico italiano (n. 1807)
- 1881 - Basilio Gorga, religioso italiano (n. 1826)
- 1882 - Alessandro Di Monale, magistrato e politico italiano (n. 1815)
- 1882 - Luigi Marchesini, architetto italiano (n. 1796)
- 1883 - Carlo Raimondi, incisore e pittore italiano (n. 1809)
- 1884 - Giuseppe Grixoni, politico italiano (n. 1805)
- 1885 - Adolf von Auersperg, politico austriaco (n. 1821)
- 1885 - Simon Hubert Carteret-Trécourt, generale francese (n. 1821)
- 1885 - Andrea Formica, vescovo cattolico italiano (n. 1812)
- 1886 - Giuseppe Brambilla, letterato, patriota e giornalista italiano (n. 1803)
- 1888 - Henri Herz, compositore e pianista austriaco (n. 1803)
- 1888 - Caroline Wedgwood, botanica inglese (n. 1800)
- 1890 - Angelo Quaglio il Giovane, scenografo tedesco (n. 1829)
- 1890 - Maria Repetto, religiosa italiana (n. 1809)
- 1891 - Emma Abbott, soprano e impresaria teatrale statunitense (n. 1850)
- 1891 - Charles Gauthier, scultore francese (n. 1831)
- 1892 - Pietro di Borbone-Spagna, nobile spagnolo (n. 1862)
- 1892 - Francesco Saluto, magistrato e giurista italiano (n. 1809)
- 1893 - Tommaso Agudio, ingegnere, imprenditore e politico italiano (n. 1827)
- 1893 - Carlo di Sant'Andrea, presbitero olandese (n. 1821)
- 1893 - Pierre-Simon de Dreux-Brézé, vescovo cattolico francese (n. 1811)
- 1894 - Justus Carl Hasskarl, botanico e esploratore tedesco (n. 1811)
- 1895 - Eraldo Baretti, commediografo italiano (n. 1846)
- 1895 - Luigi Crippa, scultore italiano (n. 1838)
- 1895 - Władysław Podkowiński, pittore e illustratore polacco (n. 1866)
- 1896 - Reginald Sackville, VII conte De La Warr, nobile britannico (n. 1817)
- 1897 - Francesco Saverio Altamura, pittore, scrittore e patriota italiano (n. 1822)
- 1899 - Anatole Chabouillet, numismatico francese (n. 1814)
- 1900 - Henry Tracey Coxwell, scrittore britannico (n. 1819)

## XX secolo(272)
- 1901 - Carlo Alessandro di Sassonia-Weimar-Eisenach, nobile tedesco (n. 1818)
- 1901 - Pierre Potain, cardiologo francese (n. 1825)
- 1903 - Louis Alexander Fagan, storico dell'arte, incisore e scrittore italiano (n. 1845)
- 1903 - Teresita Garibaldi, italiana (n. 1845)
- 1903 - Eleuterio Pagliano, pittore e incisore italiano (n. 1826)
- 1903 - Práxedes Mateo Sagasta, politico spagnolo (n. 1825)
- 1904 - George Francis Train, imprenditore statunitense (n. 1829)
- 1904 - Karl Alfred von Zittel, geologo e paleontologo tedesco (n. 1839)
- 1905 - Adele Capuzzo Dolcetta, matematica, educatrice e insegnante italiana (n. 1857)
- 1905 - John Plimmer, politico neozelandese (n. 1812)
- 1906 - Ercole Pasquali, medico, chirurgo e ginecologo italiano (n. 1825)
- 1907 - Giovanni Amistani, militare italiano (n. 1831)
- 1908 - Joseph von Mering, medico tedesco (n. 1849)
- 1910 - Giovanni Battista Billia, avvocato e politico italiano (n. 1840)
- 1910 - Nikolaos Deligiannis, politico greco (n. 1845)
- 1910 - Léon Walras, economista francese (n. 1834)
- 1911 - Stefano Bruzzi, pittore italiano (n. 1835)
- 1911 - Marcelina Darowska, religiosa polacca (n. 1827)
- 1912 - Aureliano de Beruete, pittore spagnolo (n. 1845)
- 1912 - Ottorino Giera, politico italiano (n. 1841)
- 1912 - Achille Tedeschi, patriota e politico italiano (n. 1841)
- 1913 - Louis Paul Cailletet, fisico e inventore francese (n. 1832)
- 1913 - Lewis Swift, astronomo statunitense (n. 1820)
- 1915 - Lamberto Duranti, patriota italiano (n. 1890)
- 1916 - Sam Lucas, attore e cantante statunitense (n. 1850)
- 1917 - Jean Baptiste Auguste Chauveau, fisiologo francese (n. 1827)
- 1917 - Isobel Lilian Gloag, pittrice inglese (n. 1865)
- 1917 - Félix Wielemans, generale belga (n. 1863)
- 1918 - Lucien Lizé, generale francese (n. 1864)
- 1919 - Vitol'd Polonskij, attore russo (n. 1879)
- 1920 - Cristoforo Benigno Crespi, imprenditore italiano (n. 1833)
- 1920 - Ernesto Ragazzoni, poeta, traduttore e giornalista italiano (n. 1870)
- 1922 - Ernest Shackleton, esploratore britannico (n. 1874)
- 1922 - Anton von Wolszlegier, presbitero e politico tedesco
- 1923 - Filadelfo Simi, pittore e scultore italiano (n. 1849)
- 1924 - Ernesto Marsaglia, ingegnere e politico italiano (n. 1853)
- 1926 - Edward Granville Browne, iranista britannico (n. 1862)
- 1926 - Giuseppe Jung, matematico italiano (n. 1845)
- 1927 - Jaroslav Poláček, calciatore cecoslovacco (n. 1905)
- 1929 - Erich Becher, docente, filosofo e psicologo tedesco (n. 1882)
- 1929 - Clotilde García del Castillo, spagnola (n. 1865)
- 1929 - Marc McDermott, attore australiano (n. 1881)
- 1929 - Nikolaj Nikolaevič Romanov, nobile russo (n. 1856)
- 1929 - Romualdo Trigona di Sant'Elia, nobile e politico italiano (n. 1870)
- 1930 - Rainer Ludwig Claisen, chimico tedesco (n. 1851)
- 1932 - George Forrest, botanico scozzese (n. 1873)
- 1933 - Calvin Coolidge, politico statunitense (n. 1872)
- 1933 - John Mackinnon Robertson, giornalista e politico britannico (n. 1856)
- 1933 - Karol Sliwowski, vescovo cattolico polacco (n. 1855)
- 1933 - Zinaida L'vovna Volkova, rivoluzionaria sovietica (n. 1901)
- 1934 - Raffaello Barbiera, giornalista e scrittore italiano (n. 1851)
- 1934 - Paul Gustave Fischer, pittore danese (n. 1860)
- 1934 - Charles J. Stine, attore statunitense (n. 1864)
- 1935 - Pietro Bonilli, presbitero italiano (n. 1841)
- 1936 - Ramón María del Valle-Inclán, poeta, scrittore e drammaturgo spagnolo (n. 1866)
- 1937 - Lottie Blair Parker, commediografa e attrice statunitense (n. 1858)
- 1937 - Guido Picelli, politico, antifascista e militare italiano (n. 1889)
- 1938 - Federico Guglielmo Fortini, militare italiano (n. 1900)
- 1938 - Giulio Silvestrelli, diplomatico e storico italiano (n. 1853)
- 1939 - Salvatore Barzilai, avvocato, criminologo e politico italiano (n. 1860)
- 1939 - Franco Gazzera, diplomatico italiano (n. 1912)
- 1939 - Charles Scudder, golfista statunitense (n. 1864)
- 1939 - Lisandro de la Torre, politico e avvocato argentino (n. 1868)
- 1941 - Oscar Abello, aviatore e ufficiale italiano (n. 1916)
- 1941 - Léon-Maxime Faivre, pittore francese (n. 1856)
- 1941 - Amy Johnson, aviatrice britannica (n. 1903)
- 1942 - Clarence Gagnon, pittore e incisore canadese (n. 1881)
- 1942 - Tina Modotti, fotografa, attivista e attrice italiana (n. 1896)
- 1942 - Ruben Saillens, pastore protestante e scrittore francese (n. 1855)
- 1942 - Aleksej Maksimovič Smirnov, regista cinematografico russo (n. 1890)
- 1942 - Karel Širok, scrittore e poeta sloveno (n. 1889)
- 1943 - Guerriero Battistini, militare italiano (n. 1912)
- 1943 - George Washington Carver, agronomo statunitense (n. 1864)
- 1943 - Philip Morrell, politico britannico (n. 1870)
- 1945 - Hans Christiansen, pittore e artigiano tedesco (n. 1866)
- 1945 - Ala Gertner, polacca (n. 1912)
- 1945 - Raffaello Giolli, critico d'arte e giornalista italiano (n. 1889)
- 1945 - Julius Leber, politico tedesco (n. 1891)
- 1945 - Dezső Szabó, scrittore ungherese (n. 1879)
- 1946 - Louis Gauthier, attore francese (n. 1864)
- 1946 - Johann Klima, calciatore austriaco (n. 1900)
- 1946 - Hugh McClung, direttore della fotografia e regista statunitense (n. 1874)
- 1946 - Heinrich Remlinger, militare tedesco (n. 1882)
- 1946 - Slim Summerville, attore e regista statunitense (n. 1892)
- 1947 - Guido Dorso, politico italiano (n. 1892)
- 1947 - Fridolf Lundsten, lottatore finlandese (n. 1884)
- 1947 - Angelo Menozzi, chimico e politico italiano (n. 1854)
- 1947 - Osami Nagano, ammiraglio giapponese (n. 1880)
- 1947 - Charles Schlee, pistard statunitense (n. 1873)
- 1947 - Ulisse Stacchini, architetto italiano (n. 1871)
- 1948 - Mary Scott Lord Dimmick, statunitense (n. 1858)
- 1949 - Walter Borck, calciatore tedesco (n. 1891)
- 1950 - John Rabe, imprenditore tedesco (n. 1882)
- 1951 - Edward Bushnell, mezzofondista statunitense (n. 1876)
- 1951 - Pietro Capasso, politico italiano (n. 1874)
- 1951 - William Luther Hill, politico statunitense (n. 1873)
- 1951 - Kim Dong-in, scrittore coreano (n. 1900)
- 1951 - Andrej Platonovič Platonov, scrittore sovietico (n. 1899)
- 1951 - Camillo Karl Schneider, botanico, scrittore e architetto tedesco (n. 1876)
- 1951 - William Seiling, tiratore di fune statunitense (n. 1864)
- 1951 - Seo Jae-pil, attivista e giornalista coreano (n. 1864)
- 1952 - Victor Hope, II marchese di Linlithgow, politico britannico (n. 1887)
- 1953 - Leone Tondelli, presbitero e biblista italiano (n. 1883)
- 1954 - Lillian Rich, attrice inglese (n. 1900)
- 1954 - Aimé Félix Tschiffely, scrittore svizzero (n. 1895)
- 1955 - Marcel Déat, politico francese (n. 1894)
- 1955 - Hans-Karl von Esebeck, generale tedesco (n. 1892)
- 1955 - Gertrud Eysoldt, attrice tedesca (n. 1870)
- 1955 - Evgenij Tarle, storico russo (n. 1874)
- 1955 - Alexander Wienerberger, ingegnere chimico austriaco (n. 1891)
- 1956 - Pierre Duhart, allenatore di calcio e calciatore uruguaiano (n. 1910)
- 1956 - Mistinguett, attrice e cantante francese (n. 1875)
- 1956 - Gaspare Oliverio, archeologo e epigrafista italiano (n. 1887)
- 1956 - Genoveva Torres Morales, religiosa spagnola (n. 1870)
- 1957 - Alexandre Caillot, vescovo cattolico francese (n. 1861)
- 1957 - Oldřich Duras, scacchista e compositore di scacchi cecoslovacco (n. 1882)
- 1957 - Alfonso Gibilaro, pianista e compositore italiano (n. 1888)
- 1957 - Robert Kane, produttore cinematografico statunitense (n. 1886)
- 1957 - Jerome Steever, pallanuotista statunitense (n. 1880)
- 1958 - William Hirons, tiratore di fune britannico (n. 1871)
- 1958 - Jack McCracken, cestista e allenatore di pallacanestro statunitense (n. 1912)
- 1958 - Hans Pfann, alpinista, ingegnere e scrittore tedesco (n. 1873)
- 1959 - Akaki Chkhenkeli, politico georgiano (n. 1874)
- 1959 - Alberto Cuttin, calciatore italiano (n. 1893)
- 1959 - Karo Halabyan, architetto e politico sovietico (n. 1897)
- 1960 - Fernand Gregh, poeta francese (n. 1873)
- 1960 - Roberto Pucci, militare, imprenditore e politico italiano (n. 1878)
- 1960 - Francesc Sabaté Llopart, anarchico spagnolo (n. 1915)
- 1960 - Leone Scotti, calciatore italiano (n. 1896)
- 1961 - Gaetano Azzariti, giurista e politico italiano (n. 1881)
- 1961 - Jack Butler, calciatore e allenatore di calcio inglese (n. 1894)
- 1961 - Georg Schneider, calciatore tedesco (n. 1892)
- 1962 - Gino Ducci, militare e politico italiano (n. 1872)
- 1962 - Helmer Mörner, cavaliere svedese (n. 1895)
- 1962 - Max Pohlenz, filologo classico tedesco (n. 1872)
- 1962 - Per Thorén, pattinatore artistico su ghiaccio svedese (n. 1885)
- 1962 - Fritz Wendhausen, attore, sceneggiatore e regista tedesco (n. 1890)
- 1963 - Rogers Hornsby, giocatore di baseball e allenatore di baseball statunitense (n. 1896)
- 1965 - Ralph Morgan, dirigente sportivo statunitense (n. 1884)
- 1965 - Angelo Palla, calciatore italiano (n. 1901)
- 1965 - Eligio Perucca, fisico italiano (n. 1890)
- 1966 - Antonio Albertini, magistrato e politico italiano (n. 1872)
- 1966 - Gian Gaspare Napolitano, giornalista, scrittore e sceneggiatore italiano (n. 1907)
- 1967 - Bruno Enei, docente, politico e partigiano brasiliano (n. 1908)
- 1967 - Zhu Shilin, regista e sceneggiatore cinese (n. 1899)
- 1968 - Jean Murat, attore francese (n. 1888)
- 1969 - Piero Antona, calciatore italiano (n. 1912)
- 1969 - Luigia Ciappi, insegnante italiana (n. 1894)
- 1969 - Franz Theodor Csokor, commediografo e scrittore austriaco (n. 1885)
- 1969 - Florence Fair, attrice statunitense (n. 1907)
- 1969 - Patrick Flynn, siepista e mezzofondista statunitense (n. 1894)
- 1969 - Samúel Jónsson, scultore e pittore islandese (n. 1884)
- 1969 - Arthur Loesser, pianista, musicologo e scrittore statunitense (n. 1894)
- 1969 - Umberto Milani, scultore e pittore italiano (n. 1912)
- 1969 - Umberto Scotti, calciatore italiano (n. 1885)
- 1970 - Max Born, fisico tedesco (n. 1882)
- 1970 - Aldo Romaro, calciatore italiano (n. 1897)
- 1970 - Sylvie, attrice francese (n. 1883)
- 1971 - Richard Gedlich, calciatore tedesco (n. 1900)
- 1971 - Jean-Paul Mauric, cantante francese (n. 1933)
- 1971 - Douglas Shearer, effettista canadese (n. 1899)
- 1971 - Fanfulla, attore, comico e trasformista italiano (n. 1913)
- 1972 - Ferdinando Caioli, giornalista, poeta e critico letterario italiano (n. 1898)
- 1972 - Carlo Leopoldo Conighi, architetto italiano (n. 1884)
- 1972 - Gérard Devos, calciatore belga (n. 1903)
- 1972 - Konstantinos Nikolopoulos, schermidore e politico greco (n. 1890)
- 1973 - Alexandre Arnoux, poeta, drammaturgo e saggista francese (n. 1884)
- 1973 - Robert Bibal, regista e sceneggiatore francese (n. 1900)
- 1973 - Leonardo Lusanna, architetto italiano (n. 1908)
- 1973 - Henny Skjønberg, attrice norvegese (n. 1886)
- 1974 - Erminia Caudana, restauratrice italiana (n. 1896)
- 1974 - Joseph Fassbender, pittore tedesco (n. 1903)
- 1974 - Béla Illés, scrittore ungherese (n. 1895)
- 1974 - Burkhard Niering, poliziotto e militare tedesco (n. 1950)
- 1974 - Lev Nikolaevič Oborin, pianista russo (n. 1907)
- 1974 - Vincent Starrett, scrittore e giornalista statunitense (n. 1886)
- 1974 - François Vasse, calciatore francese (n. 1907)
- 1975 - Viktor Aničkin, calciatore sovietico (n. 1941)
- 1975 - Gottlob Berger, generale tedesco (n. 1896)
- 1975 - Alfredo Silva Carvallo, avvocato, politico e giornalista cileno (n. 1906)
- 1976 - John Aloysius Costello, avvocato e politico irlandese (n. 1891)
- 1976 - Checco Durante, attore e poeta italiano (n. 1893)
- 1976 - Mal Evans, manager e musicista britannico (n. 1935)
- 1976 - Hamit Kaplan, lottatore turco (n. 1934)
- 1976 - Max Kleiber, biologo svizzero (n. 1893)
- 1976 - Georges Migot, compositore, poeta e pittore francese (n. 1891)
- 1976 - Károly Takács, tiratore a segno ungherese (n. 1910)
- 1978 - Hans Blume, calciatore olandese (n. 1887)
- 1978 - Sally Eilers, attrice statunitense (n. 1908)
- 1978 - Cesare Frugoni, medico italiano (n. 1881)
- 1979 - Billy Bletcher, attore, doppiatore e sceneggiatore statunitense (n. 1894)
- 1979 - Gabriella Giacobbe, attrice italiana (n. 1923)
- 1979 - Charles Mingus, contrabbassista, pianista e compositore statunitense (n. 1922)
- 1980 - Mario Bracco, biochimico e partigiano italiano (n. 1917)
- 1980 - Giuseppe De Marco, aviatore e militare italiano (n. 1894)
- 1981 - Joe Dolhon, cestista statunitense (n. 1927)
- 1981 - Jana Černá, scrittrice ceca (n. 1928)
- 1981 - Giuseppe Giovanni Lanza del Vasto, filosofo, poeta e scrittore italiano (n. 1901)
- 1981 - Serge Sandberg, produttore cinematografico francese (n. 1879)
- 1981 - Harold Urey, chimico statunitense (n. 1893)
- 1981 - Leopold Wohlrab, pallamanista austriaco (n. 1912)
- 1982 - Giuseppe Bogoni, politico e antifascista italiano (n. 1907)
- 1982 - Hans Conried, attore, comico e doppiatore statunitense (n. 1917)
- 1982 - Harvey Lembeck, attore statunitense (n. 1923)
- 1983 - Chapman Grant, erpetologo statunitense (n. 1887)
- 1983 - Karlis Zvirgzdiņš, calciatore lettone (n. 1907)
- 1984 - Antonio Da Sacco, calciatore italiano (n. 1900)
- 1984 - Giuseppe Fava, scrittore, giornalista e drammaturgo italiano (n. 1925)
- 1984 - Tomas Gumppenberg, presbitero austriaco (n. 1904)
- 1984 - Dmitrij Ivanovič Vasil'ev, regista cinematografico sovietico (n. 1900)
- 1985 - Norberto Anido, calciatore argentino (n. 1933)
- 1985 - Francesco Liverani, arbitro di calcio italiano (n. 1912)
- 1985 - Franjo Punčec, tennista jugoslavo (n. 1913)
- 1985 - Robert Surtees, fotografo e direttore della fotografia statunitense (n. 1906)
- 1985 - Matilde Urrutia, cantante e scrittrice cilena (n. 1912)
- 1986 - Wei Wu Wei, regista, direttore teatrale e filosofo inglese (n. 1895)
- 1986 - Ilmari Salminen, mezzofondista finlandese (n. 1902)
- 1986 - Radovan Zogović, poeta e politico montenegrino (n. 1907)
- 1987 - Margaret Laurence, scrittrice e giornalista canadese (n. 1926)
- 1987 - Lodovico Maschiella, politico e giornalista italiano (n. 1923)
- 1987 - Geoffrey Mason, bobbista statunitense (n. 1902)
- 1987 - Ambrogio Portalupi, ciclista su strada italiano (n. 1943)
- 1987 - Frank Stack, pattinatore di velocità su ghiaccio canadese (n. 1906)
- 1988 - Carlo Del Teglio, poeta italiano (n. 1926)
- 1988 - Pete Maravich, cestista statunitense (n. 1947)
- 1988 - Giorgio Porreca, scacchista e traduttore italiano (n. 1927)
- 1989 - Vincenzo Cicerone, politico italiano (n. 1919)
- 1989 - Carlo Porro, politico italiano (n. 1908)
- 1990 - Lola Iturbe, anarchica e pubblicista spagnola (n. 1902)
- 1990 - Arthur Kennedy, attore statunitense (n. 1914)
- 1990 - Kléber Piot, ciclista su strada e ciclocrossista francese (n. 1920)
- 1990 - Jaroslav Rössler, fotografo ceco (n. 1902)
- 1990 - Genrich Sidorenkov, hockeista su ghiaccio sovietico (n. 1931)
- 1991 - Johnny Eck, artista e attore statunitense (n. 1911)
- 1992 - Rube Lautenschlager, cestista statunitense (n. 1915)
- 1992 - Marchinus van der Valk, filologo classico e teologo olandese (n. 1910)
- 1993 - Juan Benet, scrittore spagnolo (n. 1927)
- 1993 - Ferruccio Bernardis, politico italiano (n. 1906)
- 1993 - Helmut Bischoff, militare tedesco (n. 1908)
- 1993 - Nicholas Mayall, astronomo statunitense (n. 1906)
- 1994 - Igor' Bėlza, musicologo e compositore sovietico (n. 1904)
- 1994 - Jeanne Carpenter, attrice statunitense (n. 1916)
- 1994 - Eliška Junková, pilota automobilistica cecoslovacca (n. 1900)
- 1994 - Franz Murer, militare austriaco (n. 1912)
- 1994 - Tip O'Neill, politico statunitense (n. 1912)
- 1994 - Pierluigi Samaritani, regista e scenografo italiano (n. 1942)
- 1995 - Hugh Hamilton DeWitt, ittiologo, biologo e oceanografo statunitense (n. 1933)
- 1995 - Paul Jacquier, generale e aviatore francese (n. 1910)
- 1995 - Francis Lopez, compositore francese (n. 1916)
- 1995 - Floyd Volker, cestista statunitense (n. 1921)
- 1995 - Kiyoo Wadati, sismologo giapponese (n. 1902)
- 1996 - Yahya Ayyash, ingegnere militare palestinese (n. 1966)
- 1996 - Lincoln Kirstein, scrittore, produttore teatrale e filantropo statunitense (n. 1907)
- 1996 - Roberta Rambelli, traduttrice, scrittrice e curatrice editoriale italiana (n. 1928)
- 1996 - Vittoriano Viganò, architetto italiano (n. 1919)
- 1997 - Bertil di Svezia, principe svedese (n. 1912)
- 1997 - Ettore Calvelli, scultore e medaglista italiano (n. 1912)
- 1997 - André Franquin, fumettista belga (n. 1924)
- 1997 - Peter Z. Geer, politico statunitense (n. 1928)
- 1997 - Tarcisio Petracco, partigiano e attivista italiano (n. 1910)
- 1998 - Hal Baylor, attore statunitense (n. 1918)
- 1998 - Sonny Bono, cantante, produttore discografico e politico statunitense (n. 1935)
- 1998 - Alik Cavaliere, scultore italiano (n. 1926)
- 1998 - Luciano Zotti, compositore, pianista e direttore d'orchestra italiano (n. 1934)
- 1999 - Buck Batterman, cestista statunitense (n. 1918)
- 1999 - Rolf Gutbrod, architetto tedesco (n. 1910)
- 1999 - Aldo Matteotti, pittore, scultore e fotografo italiano (n. 1927)
- 1999 - Jarmila Nygrýnová, lunghista cecoslovacca (n. 1953)
- 1999 - Basuki Resobowo, pittore indonesiano (n. 1916)
- 2000 - Gōseki Kojima, fumettista giapponese (n. 1928)
- 2000 - Guido Mandracci, pilota motociclistico italiano (n. 1942)
- 2000 - Pietro Rebuzzi, calciatore italiano (n. 1918)

## XXI secolo(149)
- 2001 - Gertrude Elizabeth Margaret Anscombe, filosofa britannica (n. 1919)
- 2001 - Dario Michaelis, attore argentino (n. 1927)
- 2001 - James Phiri, calciatore zambiano (n. 1968)
- 2002 - Valēntin Čēṙnikov, schermidore sovietico (n. 1937)
- 2002 - Roger Gyselinck, ciclista su strada belga (n. 1920)
- 2002 - Astrid Henning-Jensen, regista e sceneggiatrice danese (n. 1914)
- 2002 - Ruggiero Romano, storico italiano (n. 1923)
- 2003 - Maurice Boutel, regista e sceneggiatore francese (n. 1923)
- 2003 - Roy Jenkins, politico e scrittore britannico (n. 1920)
- 2003 - Félix Loustau, calciatore argentino (n. 1922)
- 2003 - Loris Onida, calciatore italiano (n. 1924)
- 2003 - Daphne Oram, compositrice britannica (n. 1925)
- 2004 - Pepe Carroll, illusionista e personaggio televisivo spagnolo (n. 1957)
- 2004 - Charles Dumas, altista statunitense (n. 1937)
- 2005 - Martín Acosta y Lara, cestista uruguaiano (n. 1925)
- 2005 - René Le Hénaff, montatore e regista francese (n. 1901)
- 2005 - Cesare Medail, scrittore e giornalista italiano (n. 1943)
- 2005 - Francesco Turnaturi, politico italiano (n. 1914)
- 2006 - Oscar Di Prata, pittore italiano (n. 1910)
- 2006 - Ermes Farina, partigiano e ingegnere italiano (n. 1920)
- 2006 - Luigi Ferraro, ufficiale italiano (n. 1914)
- 2006 - Keizō Miura, sciatore alpino e alpinista giapponese (n. 1904)
- 2007 - Momofuku Andō, inventore e imprenditore giapponese (n. 1910)
- 2007 - Kang Chang-gi, calciatore sudcoreano (n. 1928)
- 2007 - Manabendra Shah, principe, politico e diplomatico indiano (n. 1921)
- 2007 - Paolo Rizzi, critico d'arte e giornalista italiano (n. 1932)
- 2007 - Giacomino Zirottu, storico italiano (n. 1946)
- 2008 - Casilda de Silva, nobildonna spagnola (n. 1914)
- 2008 - Giovanni Rinaldo Coronas, poliziotto italiano (n. 1919)
- 2008 - Louis Hon, allenatore di calcio e calciatore francese (n. 1924)
- 2008 - Edward Kłosiński, direttore della fotografia polacco (n. 1943)
- 2008 - Byron Zappas, compositore di scacchi greco (n. 1927)
- 2009 - Griffin Bell, politico statunitense (n. 1918)
- 2009 - Adolf Merckle, imprenditore tedesco (n. 1934)
- 2010 - Beverly Aadland, attrice statunitense (n. 1942)
- 2010 - Bobi Cankov, giornalista, scrittore e conduttore radiofonico bulgaro (n. 1979)
- 2010 - Werner Johannowsky, archeologo italiano (n. 1925)
- 2010 - Bernard Le Nail, scrittore francese (n. 1946)
- 2010 - Gian Battista Maffi, presbitero e missionario italiano (n. 1955)
- 2010 - Willie Mitchell, trombettista e produttore discografico statunitense (n. 1928)
- 2010 - Giancarlo Nanni, regista teatrale, drammaturgo e attore italiano (n. 1941)
- 2010 - Jean Netter, militare e aviatore francese (n. 1914)
- 2010 - Kenneth Noland, pittore statunitense (n. 1924)
- 2010 - Nick Shaback, cestista statunitense (n. 1918)
- 2010 - Leonardo Zega, presbitero, giornalista e scrittore italiano (n. 1928)
- 2011 - Malangatana Ngwenya, pittore e poeta mozambicano (n. 1936)
- 2011 - Karl Nickerl, calciatore austriaco (n. 1931)
- 2011 - Assar Rönnlund, fondista svedese (n. 1935)
- 2012 - Luisito Bianchi, presbitero, missionario e romanziere italiano (n. 1927)
- 2012 - Gastone Geron, giornalista, critico teatrale e scrittore italiano (n. 1923)
- 2012 - Frederica Sagor Maas, sceneggiatrice e supercentenaria statunitense (n. 1900)
- 2012 - Aleksandr Sizonenko, cestista sovietico (n. 1959)
- 2013 - Emanuele Cocchella, politico e antifascista italiano (n. 1922)
- 2013 - Ann-Britt Leyman, velocista e lunghista svedese (n. 1922)
- 2013 - Vladimir Schönauer, calciatore jugoslavo (n. 1930)
- 2013 - Sol Yurick, scrittore statunitense (n. 1925)
- 2014 - Pier Luigi Bacchini, poeta italiano (n. 1927)
- 2014 - Eusébio, calciatore portoghese (n. 1942)
- 2014 - Augusto Graziani, economista e politico italiano (n. 1933)
- 2014 - Brian Hart, pilota automobilistico e imprenditore britannico (n. 1936)
- 2014 - Aurelio Lepre, storico italiano (n. 1930)
- 2014 - Edward Jonathan Lowe, filosofo britannico (n. 1950)
- 2014 - Nelson Ned, cantante brasiliano (n. 1947)
- 2014 - Carmen Zapata, attrice statunitense (n. 1927)
- 2014 - Mustapha Zitouni, allenatore di calcio e calciatore algerino (n. 1928)
- 2015 - Philippe Baillet, cestista francese (n. 1940)
- 2015 - Jean-Pierre Beltoise, pilota motociclistico e pilota automobilistico francese (n. 1937)
- 2015 - Khan Bonfils, attore britannico (n. 1972)
- 2015 - Antonio Fuertes, calciatore spagnolo (n. 1929)
- 2015 - Ken Hale, allenatore di calcio e calciatore inglese (n. 1939)
- 2015 - Alfons Peeters, calciatore belga (n. 1943)
- 2016 - Amaele Abbiati, politico italiano (n. 1925)
- 2016 - Antonio Aloni, grecista, filologo classico e traduttore italiano (n. 1947)
- 2016 - Bob Armstrong, cestista statunitense (n. 1933)
- 2016 - Pierre Boulez, compositore, direttore d'orchestra e saggista francese (n. 1925)
- 2016 - Rudolf Haag, fisico tedesco (n. 1922)
- 2016 - Anatolij Roščin, lottatore sovietico (n. 1932)
- 2016 - Elizabeth Swados, musicista, compositrice e regista teatrale statunitense (n. 1951)
- 2017 - Graham Atkinson, calciatore inglese (n. 1943)
- 2017 - Leonardo Benevolo, architetto, urbanista e storico dell'architettura italiano (n. 1923)
- 2017 - Géori Boué, soprano francese (n. 1918)
- 2017 - Tullio De Mauro, linguista, lessicografo e saggista italiano (n. 1932)
- 2017 - Menotti Galeotti, politico, poeta e scrittore italiano (n. 1937)
- 2017 - Gino Nebiolo, giornalista e scrittore italiano (n. 1924)
- 2017 - Marzio Strassoldo, politico e economista italiano (n. 1939)
- 2018 - Antonio Angelillo, calciatore e allenatore di calcio argentino (n. 1937)
- 2018 - Thomas Bopp, astronomo statunitense (n. 1949)
- 2018 - Bruno Foucart, storico dell'arte francese (n. 1938)
- 2018 - Carlo Pedretti, storico dell'arte italiano (n. 1928)
- 2018 - Marina Ripa di Meana, personaggio televisivo, stilista e scrittrice italiana (n. 1941)
- 2018 - Jerry Van Dyke, attore statunitense (n. 1931)
- 2018 - John Watts Young, astronauta statunitense (n. 1930)
- 2018 - Karin von Aroldingen, ballerina tedesca (n. 1941)
- 2019 - Arnold Richard Klemola, astronomo statunitense (n. 1931)
- 2019 - Carlo Marini, doppiatore, direttore del doppiaggio e attore italiano (n. 1950)
- 2019 - Dragoslav Šekularac, calciatore e allenatore di calcio jugoslavo (n. 1937)
- 2019 - Mauro Simeoli, calciatore italiano (n. 1929)
- 2020 - Rubén Almanza, cestista messicano (n. 1929)
- 2020 - Manlio Compagno, calciatore italiano (n. 1939)
- 2020 - Hans Tilkowski, calciatore e allenatore di calcio tedesco (n. 1935)
- 2021 - Colin Bell, calciatore inglese (n. 1946)
- 2021 - Aristeo Biancolini, partigiano e politico italiano (n. 1924)
- 2021 - Cornelis George Boeree, psicologo statunitense (n. 1952)
- 2021 - Christina Crosby, insegnante e scrittrice statunitense (n. 1953)
- 2021 - Emilia De Biasi, politica italiana (n. 1958)
- 2021 - András Haán, cestista e velista ungherese (n. 1946)
- 2021 - Jonas Neubauer, videogiocatore statunitense (n. 1981)
- 2021 - Patrizia Pozzi, filosofa italiana (n. 1956)
- 2021 - John Pullin, rugbista a 15 inglese (n. 1941)
- 2021 - John Richardson, attore britannico (n. 1934)
- 2021 - Bonifácio José Tamm de Andrada, politico brasiliano (n. 1930)
- 2021 - Oscar Wauters, cestista belga (n. 1936)
- 2021 - Michail Želev, siepista bulgaro (n. 1943)
- 2022 - Francisco Álvarez Martínez, cardinale e arcivescovo cattolico spagnolo (n. 1925)
- 2022 - Enrico Berti, filosofo italiano (n. 1935)
- 2022 - Robert Blust, linguista statunitense (n. 1940)
- 2022 - Lawrence Brooks, militare statunitense (n. 1909)
- 2022 - Dale Clevenger, cornista, direttore d'orchestra e insegnante statunitense (n. 1940)
- 2022 - Kim Mi-soo, attrice e modella sudcoreana (n. 1992)
- 2022 - Adriano Leverone, ceramista e scultore italiano (n. 1953)
- 2022 - Viktor Lukašenko, calciatore e allenatore di calcio sovietico (n. 1937)
- 2022 - Ralph Neely, giocatore di football americano statunitense (n. 1943)
- 2022 - Anatole Novak, ciclista su strada francese (n. 1937)
- 2022 - Olga Orban-Szabo, schermitrice rumena (n. 1938)
- 2023 - Earl Boen, attore e doppiatore statunitense (n. 1941)
- 2023 - Ernesto Castano, calciatore italiano (n. 1939)
- 2023 - Diego Giannattasio, calciatore e allenatore di calcio italiano (n. 1945)
- 2023 - Mike Hill, montatore statunitense (n. 1949)
- 2023 - Stojan Kočov, storico, pubblicista e scrittore macedone (n. 1930)
- 2023 - Giorgio Otranto, storico italiano (n. 1940)
- 2023 - Hans Rebele, calciatore tedesco (n. 1943)
- 2023 - Michael Snow, pittore, scultore e regista canadese (n. 1928)
- 2023 - Dušan Veličković, scrittore, editore e giornalista serbo (n. 1947)
- 2023 - Gianluca Vialli, calciatore, allenatore di calcio e dirigente sportivo italiano (n. 1964)
- 2024 - Giuseppe Fimognari, politico e medico italiano (n. 1932)
- 2024 - Joachim Giermek, francescano statunitense (n. 1943)
- 2024 - Joseph Lelyveld, giornalista statunitense (n. 1937)
- 2024 - Bernard Malgrange, matematico francese (n. 1928)
- 2024 - Manlio Maradei, giornalista e scrittore italiano (n. 1930)
- 2024 - Annie Prugneau, cestista francese (n. 1935)
- 2024 - Giulio Santagata, economista e politico italiano (n. 1949)
- 2024 - Balwant Singh Nandgarh, politico indiano (n. 1943)
- 2024 - Mário Zagallo, calciatore e allenatore di calcio brasiliano (n. 1931)
- 2025 - Anne-Marie Comparini, politica francese (n. 1947)
- 2025 - Robert Hübner, scacchista tedesco (n. 1948)
- 2025 - Al MacNeil, dirigente sportivo, hockeista su ghiaccio e allenatore di hockey su ghiaccio canadese (n. 1935)
- 2025 - Mike Rinder, dirigente d'azienda australiano (n. 1955)
- 2025 - Kōstas Sīmitīs, politico e economista greco (n. 1936)
- 2025 - Juan Manuel Villa, calciatore spagnolo (n. 1938)

## Senza anno specificato(1)
- Salomone III di Costanza, abate e vescovo cattolico svizzero